# Katzengecko
Der Katzengecko, auch Fuchsgesicht-Lidgecko (Aeluroscalabotes felinus) ist eine baumbewohnende (arboreale) Art aus der Familie der Lidgeckos (Eublepharidae).
Katzengeckos kommen in Indonesien, Malaysia, Singapur und Thailand vor, dort bewohnen sie bevorzugt kühl-feuchte, montane Regenwälder mit Bächen oder Flüssen. Sie werden bis zu 18 cm lang, wobei die Männchen kleiner sind als die Weibchen. Die Körperoberseite ist rotbraun mit weißen Punkten, das Kinn und manchmal auch der Bauch ist weiß. Als Mitglied der Lidgeckos fehlen ihm die für Geckos typischen Haftpolster an den Fingern, als Anpassungen an ihre arboreale Lebensweise setzen sie jedoch ihren Schwanz als Greiforgan ein und können ihre Krallen gegenüberstellen (opponieren). Katzengeckos ernähren sich hauptsächlich von kleinen Gliederfüßern.
Die Tiere kommen ab und zu als Wildfänge in die Terraristik, wobei die meisten Individuen schon beim Transport sterben. In Thailand gilt ein Gesetz, welches dort Fang, Handel, Import und Export von Katzengeckos verbietet.

Die Nominatform A. felinus felinus wurde 1864 von Günther beschrieben, die Erstbeschreibung der Unterart A. felinus multituberculatus erfolgte 1927 durch Kopstein.

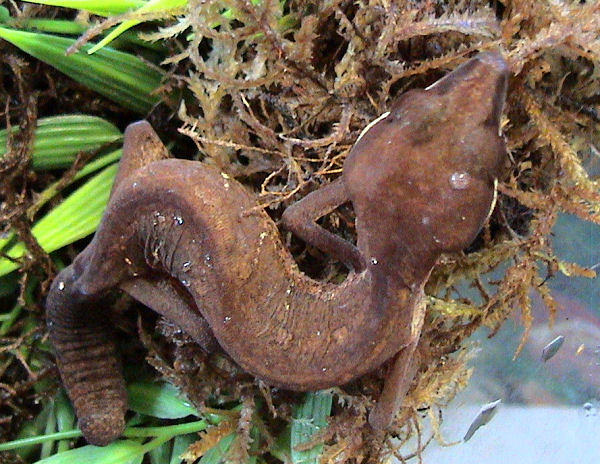
Ein Katzengecko (Aeluroscalabotes felinus)